# Gynaikon Klinieken
Gynaikon Klinieken is een stichting die twee Nederlandse abortusklinieken beheert: Gynaikon Klinieken Roermond en Gynaikon Klinieken Rotterdam. De Rotterdamse locatie stond van 1971 tot 2004 bekend als de dr. W. F. Stormkliniek van Stimezo Rotterdam en heette van 2004 tot 2017 CASA Rotterdam. Gynaikon Klinieken Roermond opende de deuren in december 2017 en nam dezelfde maand de Rotterdamse kliniek over na het faillissement van stichting CASA Klinieken in november 2017.

## Locatie Rotterdam
De eerste abortuskliniek in Rotterdam, de dr. W. F. Stormkliniek, werd officieel geopend op 3 november 1971 door An Thomassen-Lindt, de echtgenote van burgemeester Wim Thomassen. De facto was de kliniek vanwege de grote vraag al enkele weren eerder geopend en had al 60 abortussen uitgevoerd. Het was, na eerder dat jaar reeds geopende instellingen in Beverwijk (het Beahuis, in 1973 verplaatst naar Heemstede en hernoemd tot Beahuis & Bloemenhovekliniek), Arnhem (het Mildredhuis), Utrecht (het Vrelinghuis) en Den Haag (van de NVSH) de vijfde abortuskliniek van Nederland. De naam verwees de Rotterdamse dr. W. F. Storm, die naar verluidt als laatste abortusarts in Nederland terecht moest staan voor het afbreken van zwangerschappen en hiervoor in 1953 tot 6 maanden gevangenisstraf werd veroordeeld. De kliniek was aanvankelijk gevestigd aan de Ebenhaëzerstraat en kon vrouwen tot en met tien weken zwangerschap behandelen voor 400 gulden. In juni 1973 keurde de Rotterdamse gemeenteraad, met tegenstemmen van enkele christelijke raadsleden, gewijzigde garantievoorwaarden goed zodat de Stormkliniek voortaan ook buitenlandse vrouwen mocht helpen.
De Rotterdamse abortuskliniek fuseerde in 2004 met de klinieken in Leiden en Den Haag tot CASA Klinieken; zodoende werd zij voortaan CASA Rotterdam genoemd. In de daaropvolgende jaren nam CASA ook de abortusklinieken in Amsterdam, Goes en Maastricht over en opende in 2014 bovendien een nieuwe locatie in Houten. Tegen die tijd voerde CASA ongeveer de helft van alle abortussen in Nederland uit.
Begin 2017 waren er 15 abortusklinieken in Nederland, maar in november ging CASA failliet en moesten alle 7 locaties sluiten in Amsterdam, Rotterdam, Den Haag, Maastricht, Leiden, Goes en Houten. Dit zorgde tijdelijk voor een crisissituatie, waarbij vrouwen naar andere locaties moesten reizen, langer op de wachtlijst staan en de artsen overuren moesten maken. Een nieuwe kliniek in Roermond ging op verzoek van het Ministerie van VWS versneld open terwijl de CASA-vestigingen in Amsterdam en Rotterdam met een nieuwe eigenaar konden heropenen. De Rotterdamse locatie werd overgenomen door Gynaikon Klinieken.